# Garette Ratliff Henson
Garette Patrick Ratliff Henson (Burbank, 5 gennaio 1980) è un attore statunitense, conosciuto per aver recitato da giovane nella trilogia di Stoffa da campioni, insieme al fratello Elden Henson.

## Biografia
Nato a Burbank, California, da madre fotografa professionista, Garette è il fratello minore di Elden Henson. Dopo aver frequentato una scuola elementare privata a Burbank, ha iniziato a lavorare come modello bambino e, nel 1987, ha superato il provino per interpretare il ruolo di Cory Charming nella sitcom Biancaneve a Beverly Hills. Nel 1992, 1994 e 1996, ha recitato nella trilogia di Stoffa da campioni, mentre nel frattempo, nel 1995, ha recitato in Casper nel ruolo di Vic DePhilippi, il ragazzo per cui Kat (Christina Ricci) aveva una cotta a scuola. Da allora, Garette ha preferito la carriera sportiva, entrando nella squadra di Burbank di hockey su ghiaccio, tuttavia recita ancora in alcune serie televisive di tanto in tanto.
Nei primi anni del 2000, Garette ha frequentato il Sara Lawrence College, ed attualmente risiede a New York con la moglie Laurie, sposata nel 2007.

## Filmografia
- Aracnofobia (Arachnophobia), regia di Frank Marshall (1990)
- Capitan America (Captain America), regia di Albert Pyun (1990)
- Ritorno alla laguna blu (Return to the Blue Lagoon), regia di William A. Graham (1991)
- Stoffa da campioni (The Mighty Ducks), regia di Stephen Herek (1992)
- Piccoli grandi eroi (D2-The mighty ducks), regia di Sam Weisman (1994)
- Casper, regia di Brad Silberling (1995)
- Ducks - Una squadra a tutto ghiaccio (D3: The Mighty Ducks), regia di Robert Lieberman (1996)
- The Mannsfield 12, regia di Craig Ross Jr. (2007)

### Televisione
- Autostop per il cielo (Highway to Heaven) - serie TV, episodi 4x07-5x12 (1987-1989)
- Cold Case - Delitti irrisolti (Cold Case) - serie TV, episodio 3x22 (2006)

## Doppiatori italiani
- Federica De Bortoli in Aracnofobia
- Nanni Baldini in Piccoli grandi eroi
- Marco Vivio in Ducks - Una squadra a tutto ghiaccio
- Fabrizio De Flaviis in Cold Case - Delitti irrisolti